# Dutch Palace
Im Dutch Palace in Mattancherry, Kochi, im indischen Bundesstaat Kerala, auch als Mattancherry Palace bezeichnet, gibt es Wandmalereien mit Kunst der Hindus sowie mit Porträts und Exponaten der Rajas (Könige) von Cochin.

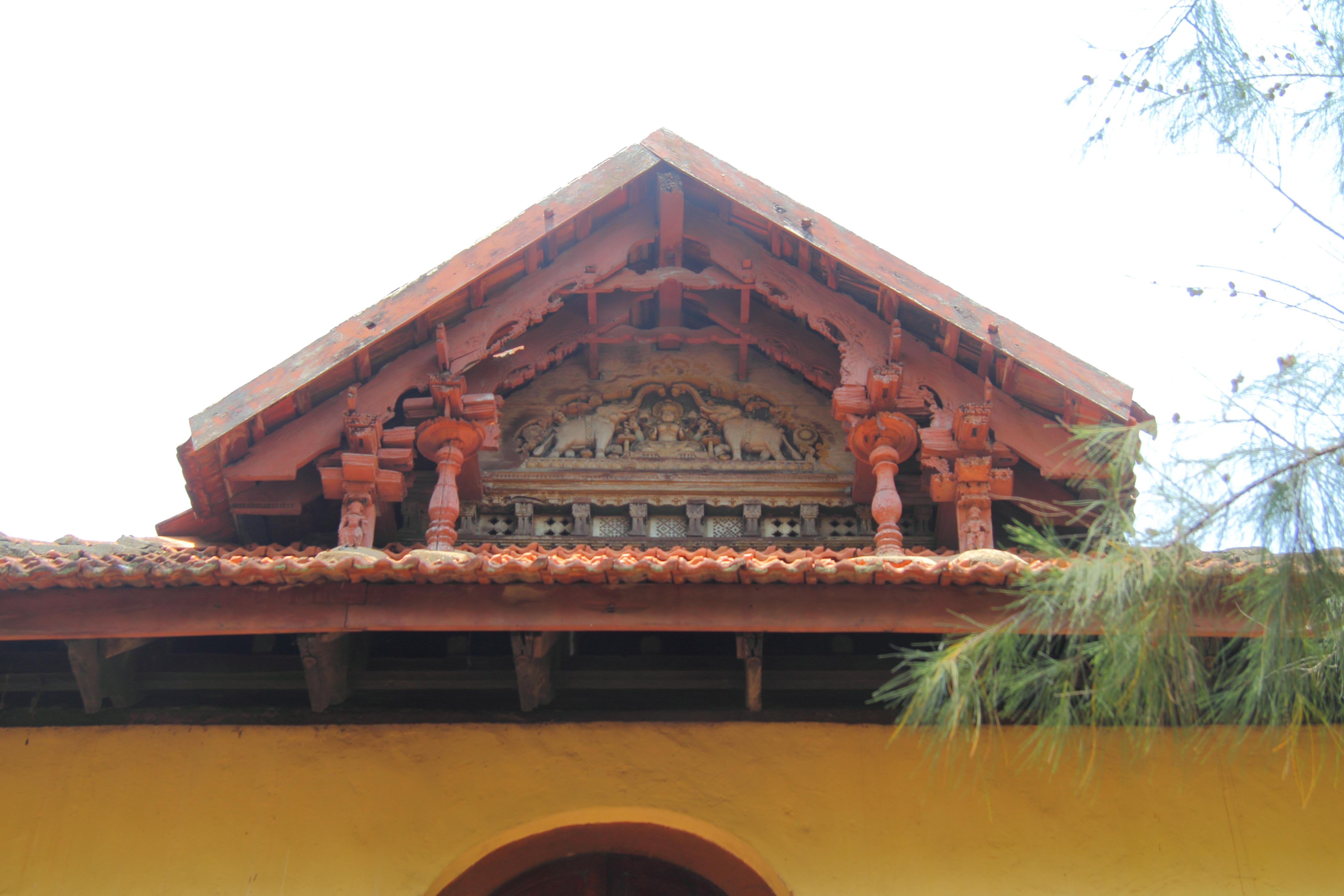
Holzgeschnitzter Frontgiebel des Palastes

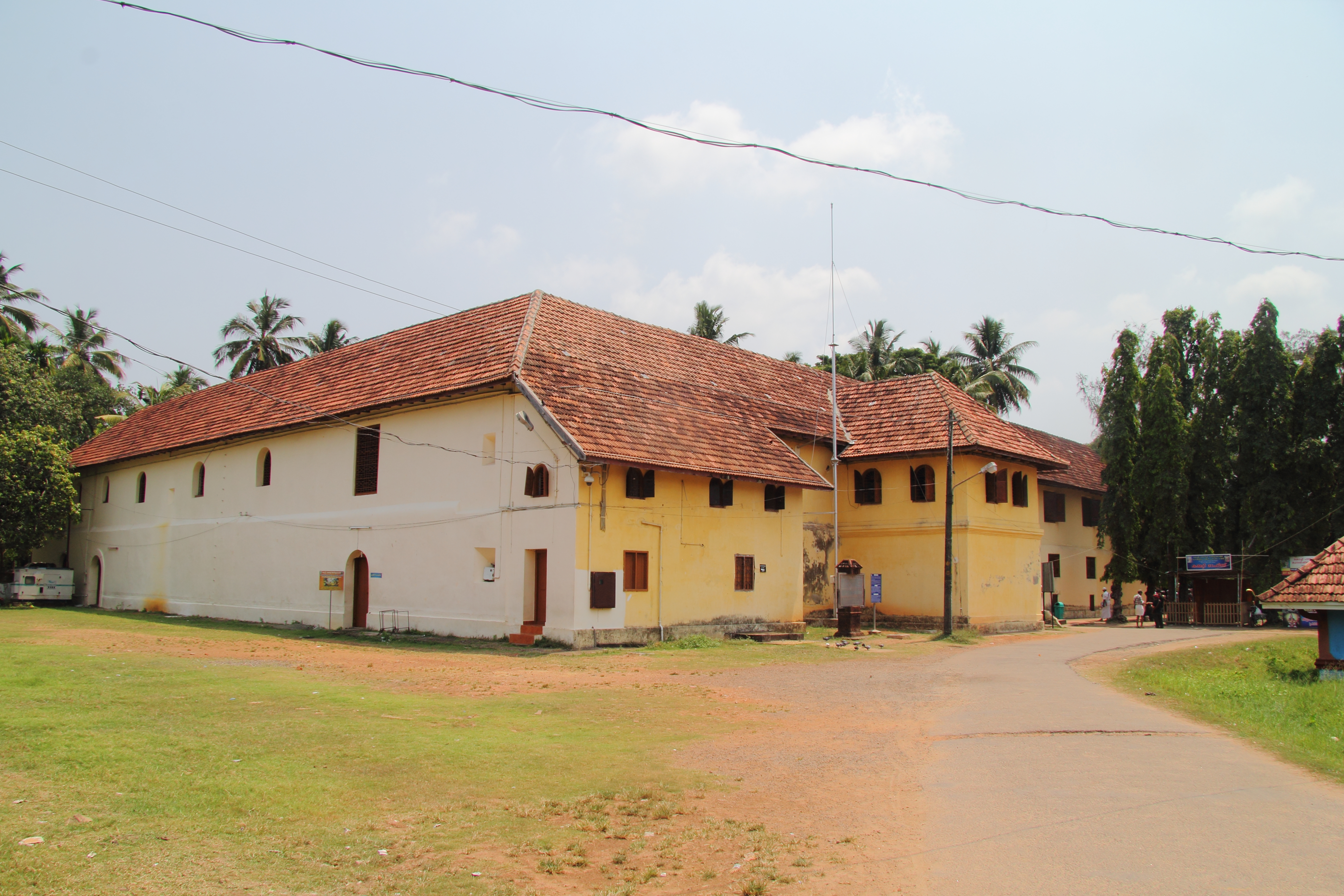
Ansicht des Palastes aus dem Garten

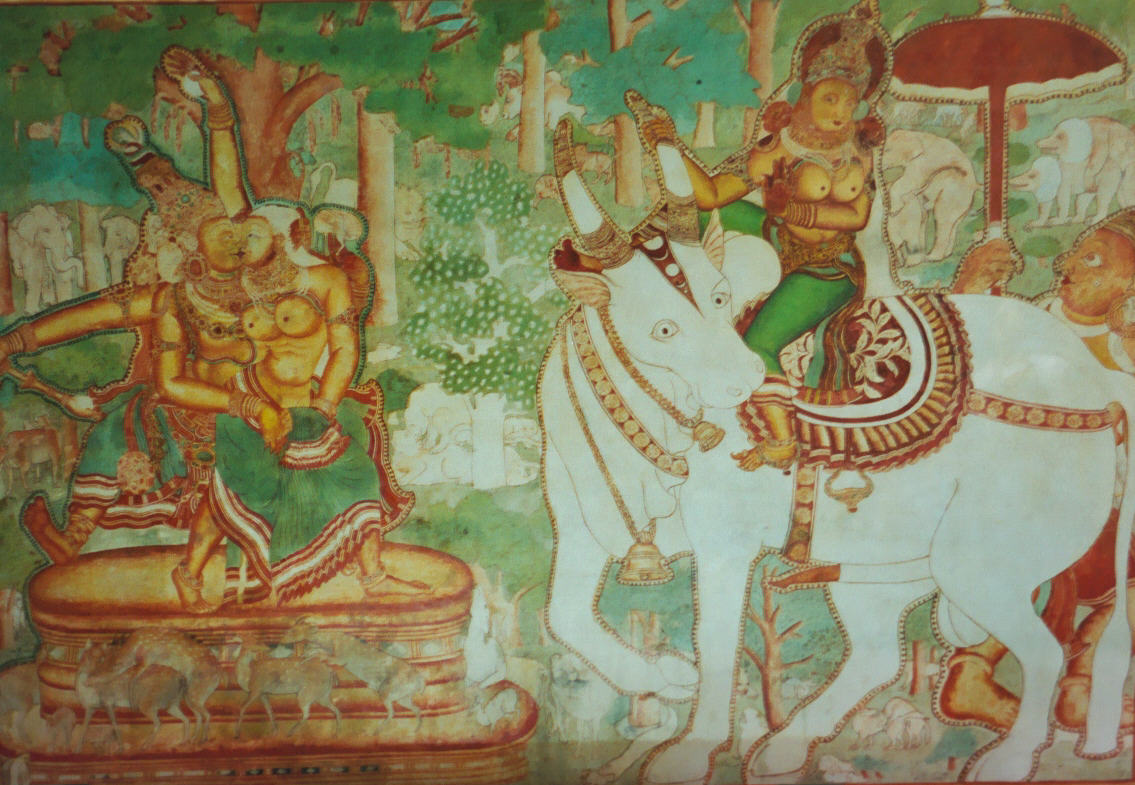
Eine Anzahl von Wandmalereien der religiösen Hindu-Kunst schmücken die Wände des Palastes.

## Geschichte
Der Dutch Palace steht am Ende der Palace Road, Mattancherry, Kochi. Er wurde von den Portugiesen erbaut und dem Raja von Kochi, Veera Kerala Varma (1537–65) im Jahre 1555 geschenkt – vermutlich, um sich Handelsprivilegien zu sichern. Der Palast wurde errichtet, um den König zu beschwichtigen, nachdem die Portugiesen einen nahegelegenen Hindutempel geplündert hatten. Die Holländer renovierten und erweiterten den Palast 1663 – daher der Name Dutch Palace. Die Rajas veränderten den Palast später häufig. Heute beherbergt er eine Porträtgalerie der Rajas von Cochin, und er ist für seine Wandgemälde mit Hindu-Mythen bekannt, die zu den besten ihrer Art in ganz Indien gehören.

## Geschichtlicher Hintergrund
Die Landung von Vasco da Gama, dem portugiesischen Eroberer, im Jahr 1498 wurde von den Herrschern von Kochi begrüßt. Sie erhielten Handelsrechte, und sie wehrten die ständigen Attacken der Zamorine ab. Die Rajas von Cochin wurden so praktisch zu Vasallen der Portugiesen. Der Einfluss der Portugiesen wurde später durch die Holländer verdrängt, die – unterstützt durch die Zamoris – Mattancherry 1663 eroberten. Nach der holländischen Zeit wurde die Region von Hyder Ali übernommen und noch später dann von der British East India Company.